# Perù Possibile
Perù Possibile (in spagnolo Perú Posible - PP) fu un partito politico peruviano di orientamento centrista e liberale operativo dal 1994 al 2017; inizialmente designato Paese Possibile (País Posible), venne ridenominato nel 2000.
Fu fondato da Alejandro Toledo, eletto Presidente del Perù in occasione delle elezioni presidenziali del 2001.

## Risultati elettorali
| Parlamentari 1995 | 181.397                 | 4,15                    | 5 / 120  |
| Parlamentari 2000 | 2.308.635               | 23,24                   | 29 / 120 |
| Parlamentari 2001 | 2.477.624               | 26,30                   | 45 / 120 |
| Parlamentari 2006 | 441.441                 | 4,10                    | 2 / 120  |
| Parlamentari 2011 | Alleanza Perù Possibile | Alleanza Perù Possibile | N.D.     |
| Parlamentari 2016 | 286.980                 | 2,36                    | 0 / 130  |
| 1.                |                         |                         |          |